# Birdeatsbaby
Birdeatsbaby es una banda inglesa proveniente de Brighton, Reino Unido, conformada en el 2008, que pertenece al género dark cabaret. La agrupación está constituida actualmente por Mishkin Fitzgerald (piano y primera voz), Tessa Gilles (violín y Segunda voz), Katha Rothe (batería) y Garry Mitchell (bajo).
La difusión e impacto con los que cuenta la banda en estos días es gracias a la Web, ya que a partir de la publicación de su primer vídeo musical de la canción 'The Trouble' en YouTube (el cual recibió más de 100 000 reproducciones), la banda comenzó a disponer de una cantidad importante de seguidores. Además de que consideran ser influenciados por Queen, Muse y Nick Cave.
De acuerdo a los miembros del grupo, el ritmo de su música es rápido, con complejas percusiones, piano, bajo y violín, atado a enormes y contagiosos coros. Las letras de sus canciones tratan temas como la decadencia, homosexualidad, obsesión, entre otras actitudes, comportamientos y condiciones de controversia social.

## Integrantes
- Mishkin Fitzgerald (piano, primera voz)
- Tessa Gilles (violín, segunda voz)
- Katharina Rothe (batería)
- Garry Mitchell (bajo)

## Historia
En el año 2008 Mishkin Fitzgerald, Keely McDonald, Garry Mitchell y otras dos integrantes que actualmente ya no se encuentran prestando su talento a la banda Ella Stirney (segunda voz, violonchelo) y Philippa Bloomfield (batería), deciden constituir a Birdeatsbaby produciendo su primer EP China doll y haciendo su primera presentación el 9 de abril de ese año en el Surface Unsigned Festival 2008 (un festival enfocado a la ayuda y promoción de nuevos talentos en Europa), quedando como semifinalistas.
El 11 de junio la agrupación anuncia a través de su sitio oficial la actividad de Birdeatsbaby en la web. Durante este mismo año en el mes de octubre Philippa y Mishkin deciden viajar a Estados Unidos gracias a 'El Felipe', un amigo de las integrantes, de nacionalidad mexicana y residente en país norteamericano, en dicho viaje realizan presentaciones en distintos bares, donde conocen a distintas personalidades del medio, entre ellas a Brian Viglione (Baterista de The Dresden Dolls/World Inferno Friendship Society) y Michael Kinney músico que tocó para Iron Maiden.
A principios del 2009 la banda anuncia a través de su sitio Web, que se encuentra listo su primer y nuevo álbum Here She Comes a Tumblin′  además de también establecer su fecha de lanzamiento (29 de mayo de dicho año) y el lugar donde se llevará a cabo la fiesta correspondiente para celebrar su salida el mercado. El 1 de abril la agrupación publica en YouTube su primer vídeo musical, de la canción The Trouble, mismo que recibió más de 100,000 visitas y que le dio la solidez que la agrupación necesitaba para reclutar fanes, posterior a su primer álbum el grupo llevó a cabo su primera gira, que los llevó a recorrer el Reino Unido y a conocer países como Francia, Alemania, República Checa, Eslovaquia y Austria.
Un anuncio en mayo del 2010 el grupo a través de su página deja en claro a los fanes de Birdeatsbaby que se encontraban trabajando en un nuevo sencillo, producto de una plática entre la vocalista y Marc N. Norris, integrante y guitarrista de la banda The Eighties Matchbox B-line Disaster, un sencillo que contiene cinco canciones, mismo que estuvo disponible a la venta a partir del mes de octubre y que llevó por nombre Bigger Teeth. Pero el 17 de julio de ese año se informa la salida de Ella Stirney, misma que desea perseguir su carrera como maestra de Música, mientras los integrantes restantes deciden, además de lamentar el hecho, permanecer como un cuarteto, descartando la idea de conseguir a otro Chelista. Y en el mes de diciembre gracias a la ayuda de Bart Brouns, se produce un sencillo para la agrupación denominado Lullaby, en el que la única canción con la que cuenta dicha producción, fue escrita cuando se encontraban de gira.
El 10 de enero de 2011 de produce la segunda tragedia, pues Philippa Bloomfield decide dejar a Birdeatsbaby para dedicarse de tiempo completo a la Cinematografía, es de este modo como la banda se ve en la necesidad de buscar un reemplazo, de esta forma Charlie Reith-Pert se incorpora a las filas de la agrupación, para prestar sus habilidades como baterista.
A finales de febrero y durante marzo de 2011 Birdeatsbaby se encontró trabajando en un nuevo disco, con Jason Rubal su estudio en Estados Unidos, álbum que decidieron llamar Feast of Hammers. En agosto de este mismo año les fue solicitado el permiso a la agrupación para autorizar que The Trouble apareciera en la segunda parte de la compilación elaborada por Projekt Records, denominada A Dark Cabaret 2. Además de lo anterior un nuevo sencillo vio la luz del día, mismo que se encuentra disponible en el  Sitio Oficial de manera gratuita el cual lleva por nombre Through Ten Walls y que conformaría la primera parte de tres que estarían en su próximo álbum, dicho sencillo fue liberado el 5 de septiembre de 2011. Aunado a lo anterior el grupo informó que tendría una presentación con el músico Jason Webley, mismo que participó en el proyecto de Evelyn Evelyn. Durante el mes de noviembre, sale a la venta el segundo sencillo de tres, el cual terminó siendo denominado Feast of Hammers, del que solo fueron producidas 100 copias, después de ello solo quedó disponible de manera digital.
En febrero de 2012, Birdeatsbaby saca a la venta la última parte de la serie de tres sencillos que conformarían a Feast of Hammers, denominándose Incitatus y su fecha específica de lanzamiento fue el 6 de febrero. Posterior al suceso anterior, por fin la espera de sus fanes termina, pues la agrupación por fin el día 20 de ese mismo mes libera su nuevo álbum Feast of Hammers el cual es lanzado a la venta, el cual contiene trece canciones y que denota una tendencia muy fuerte hacia el mar, sin olvidar el estilo decadente que los caracteriza. Además de esto en abril otro pájaro más volaría del nido, pues el baterista Charlie Reith-Pert deja la banda por un viaje alrededor del mundo, fruto del término de sus estudios, orillando de este modo al grupo a conseguir a alguien más, para que ocupe el cargo de las percusiones y hasta el 8 de mayo se revela el nombre de la nueva y actual baterista Katharina Rothe (Katha Rothe), originaria de Chemnitz, Alemania y que acompañaría a los birds restantes a realizar la gira correspondiente al lanzamiento de su nuevo álbum.
Posterior al lanzamiento del álbum Feast of Hammers (mayo de ese mismo año), la agrupación decide realizar el vídeo musical de la canción Anchor, vídeo que sirve como medio para relanzar la canción en un sencillo y agregar un nuevo track a su acervo, este b-side llevaría por nombre Hanging Tree.
El 5 de junio de este año, Keely McDonald toma la decisión de abandonar la banda, a pesar de ser una de las que la fundó, debido a cambios muy buenos que comienzan a suceder en su vida, mismos que le impiden disponer del tiempo necesario para tocar con Birdeatsbaby, es lo que ella afirma, es así que se va dándole la oportunidad a Tessa Gilles de formar parte de las filas de la agrupación.

## Exintegrantes
- Ella Stirney (violonchelo, segunda voz)
- Philippa Bloomfield (batería)
- Charlie Reith-Pert (batería)
- Keely McDonald (violín, segunda voz)

## Discografía
Álbumes
- Here She Comes a Tumblin' (1 de junio de 2008)
- Feast of Hammers (20 de febrero de 2012)
- The Bullet Within (2014)

Sencillos
- China Doll (1 de enero de 2008)
- Bigger Teeth (10 de octubre de 2010)
- Lullaby (23 de diciembre de 2010)
- Through ten Walls (5 de septiembre de 2011)
- Feast of Hammers (sencillo) (7 de noviembre de 2011)
- Incitatus (6 de febrero de 2012)
- Anchor (20 de mayo de 2012)

## Vídeos musicales
- The Trouble (1 de abril de 2009)
- Miserable (22 de mayo de 2009)
- I Always Hang Myself With The Same Rope (4 de febrero de 2010)
- Rosary (19 de febrero de 2011)
- Through Ten Walls (4 de agosto de 2011)
- Feast of Hammers (14 de octubre de 2011)
- Incitatus (3 de febrero de 2012)
- Anchor (20 de junio de 2012)
- The Sailor's Wife (16 de junio de 2012)